# Mosaïque des Gladiateurs
La mosaïque des Gladiateurs est une célèbre mosaïque datant de la fin de la période impériale (environ 320), qui a été trouvée sur la propriété de la famille Borghese à Torrenova, sur la Via Casilina à la périphérie de Rome en 1834, lorsque le prince Francesco Borghèse a demandé que les fouilles soient achevées. Elle est constituée d'un ensemble de cinq grandes mosaïques de gladiateurs et de venationeurs et de deux plus petites. La mosaïque se trouve toujours dans la Galerie Borghèse de Rome.

## Histoire
On pense que la mosaïque a décoré un cryptoportique d'un péristyle intérieur d'une grande domus. Elle a été retirée des fouilles et restaurée par Gaetano Ruspi et Filippo Scaccia en 1839. Elle constitue l'une des pièces importantes qui ont enrichi la collection Borghèse après son appauvrissement à la suite de la vente d'une grande partie de celle-ci à Napoléon Bonaparte, qui l'a fait transférer au musée du Louvre à Paris. Les mosaïques sont maintenant installées dans le Salon de la Galerie Borghèse à Rome.

## Description
La mosaïque représente un récit unique de munera et de venationes semblables aux événements festifs qu'une personne riche organisait dans sa domus à l'époque impériale. Ces événements remplacent les spectacles publics de la fin de la république romaine et du début de l'Empire au cours desquels les vertus du commanditaire de l'événement étaient exaltées. Le nom de nombreux gladiateurs est indiqué dans une inscription à côté de leur figure.  À côté des noms des gladiateurs tués au combat figure le theta nigrum, la lettre grecque Θ ( « thêta »), de couleur noire, abréviation de θάνατος « Thanatos » qui signifie « mort » en grec, pour ceux qui sont morts au combat. A côté des vainqueurs figure «  vic[it] », abréviation du mot latin pour « il gagne ». De nombreuses figures sont représentées portant des tuniques et des subligacula très décorées, ornées de petits cercles ou de lignes contrastées, ou représentées avec des stries de tesselle grises pour indiquer le mouvement du vêtement.

### Première panneau

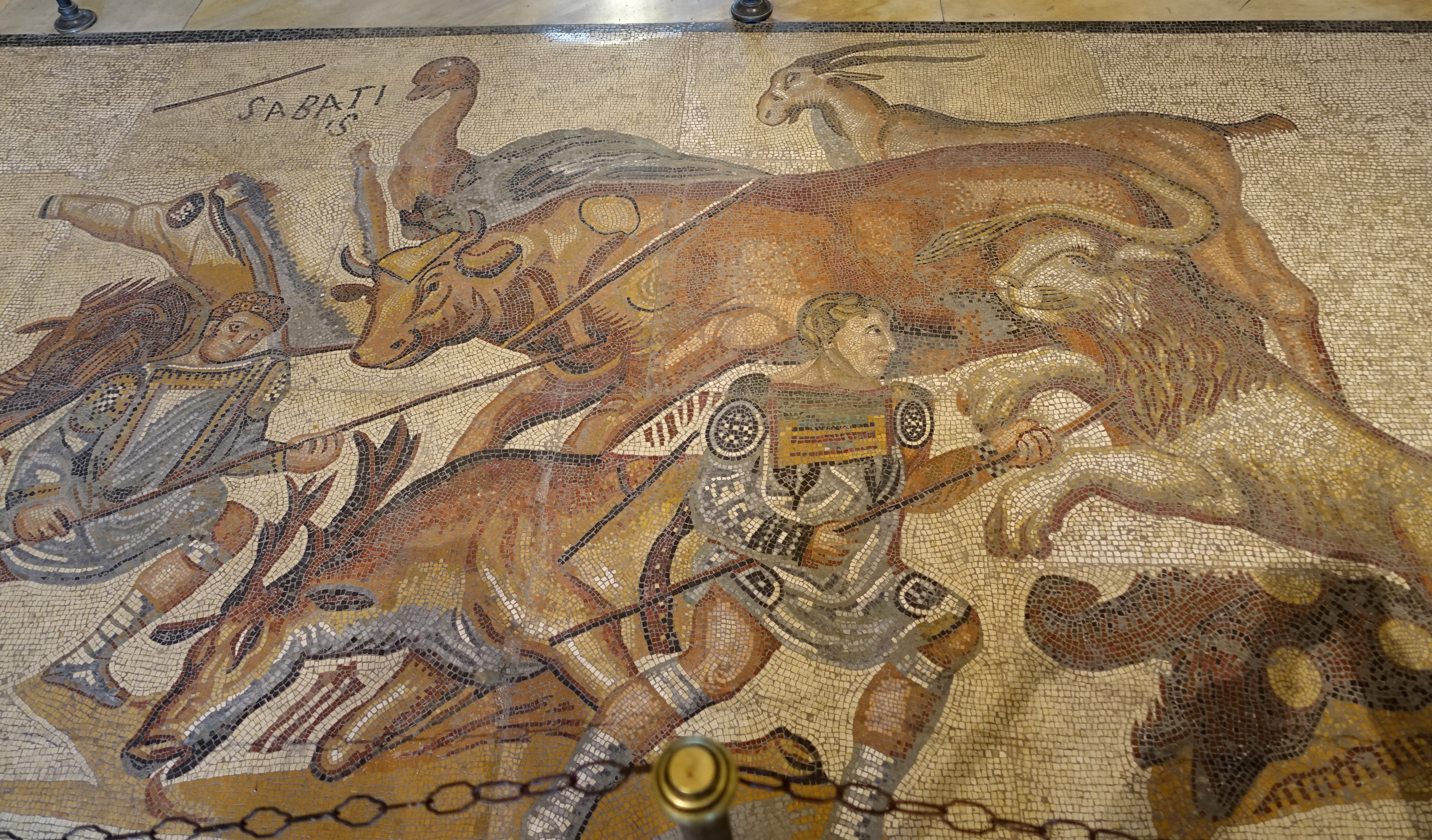
Détail du premier panneau avec l'inscription « Sabatius ».

Le premier panneau  montre un groupe de sept hommes, dont six ont été blessés, face à un taureau, à côté d'une paire de venatores face à un taureau, une autruche, un élan, un cerf et un lion, avec l'un des hommes le transperçant avec une lance. Le nom de « Sabatius » est inscrit sur ce panneau, bien que la figure soit partiellement détruite.

### Deuxième panneau
Le deuxième panneau montre deux bestiarii (bestiaires) ainsi que huit panthères sur deux niveaux différents de la mosaïque indiquant la profondeur. Sous les figures se trouvent des lignes indiquant l'arène. L'un des bestiaires est identifié sous le nom de « Melitio ». La disposition des figures dans ce panneau semble indiquer des restaurations anciennes.

### Troisième panneau

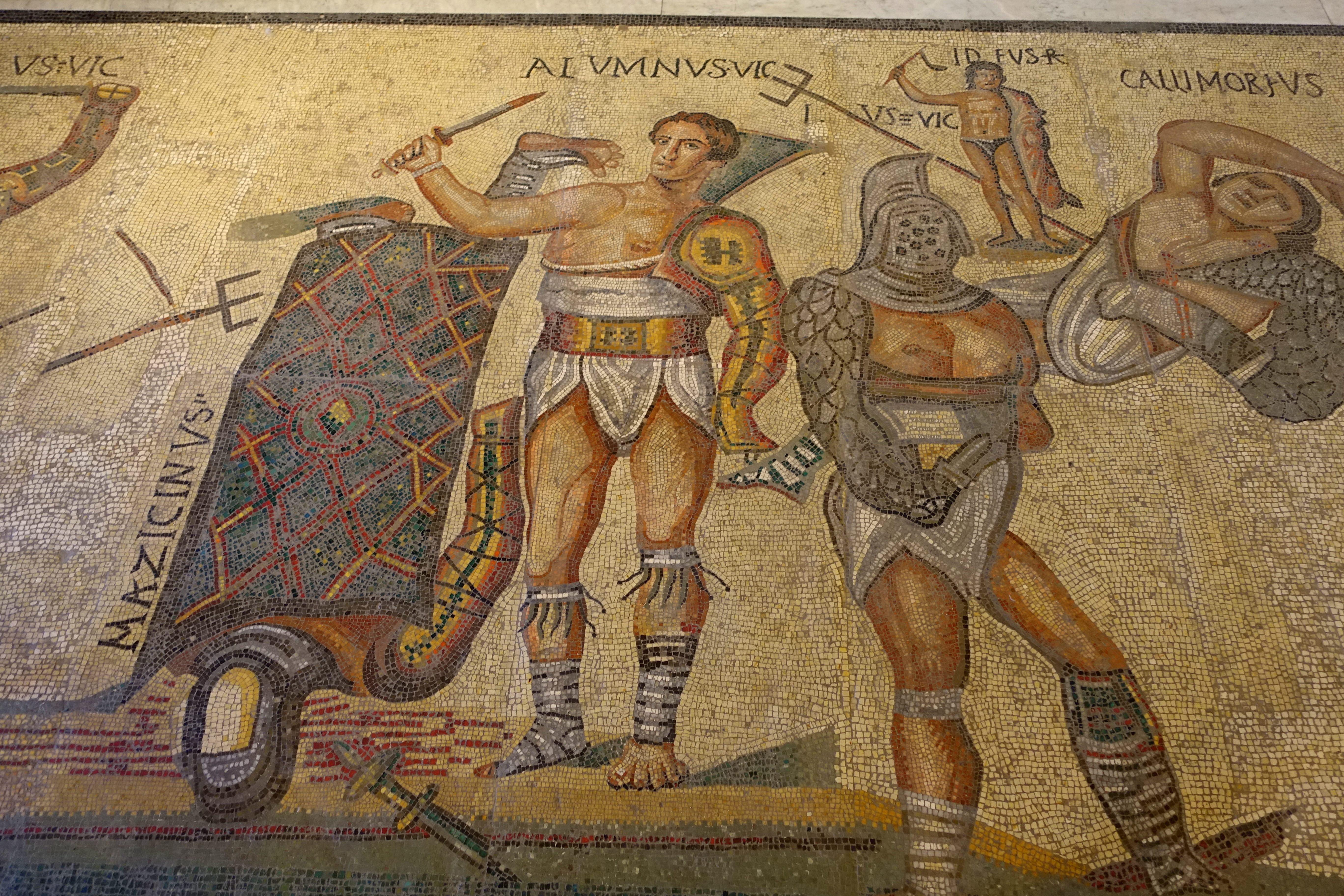
Détail du combat entre Mazicinus et Alumnus sur le troisième panneau.

Le troisième panneau présente quatre paires de gladiateurs différentes : un secutor tue un personnage disparu, un autre secutor, Mazicinus, est frappé par le rétiaire Almunus, un hoplomaque blesse mortellement le rétiaire Callimorfus, et enfin un gladiateur plus petit ou incitator nommé Ideus, apparaît au registre supérieur. À l'extrême droite de ce panneau, deux couples de bestiaires, dont l'un nommé Serpeniius, combattent des panthères. Ce panneau est remarquable pour ses représentations vivantes des gladiateurs. La scène de combat entre Alumnus et Mazicianus est très décorative. Alumnus est représenté portant une manche multicolore et un subligaculum ombré de stries grises, brandissant un poignard qui a été créé en utilisant des abacules rouges pour le sang. Mazicianus est étendu mort sous son bouclier hautement stylisé avec un réseau de lignes rouges et jaunes,. Callimorfus est représenté artistiquement, mortellement blessé à la poitrine, laissant tomber son poignard avec une expression douloureuse sur son visage tandis que l'hoplomaque victorieux, dont seul le « -us » du nom est conservé, le domine.

### Quatrième panneau

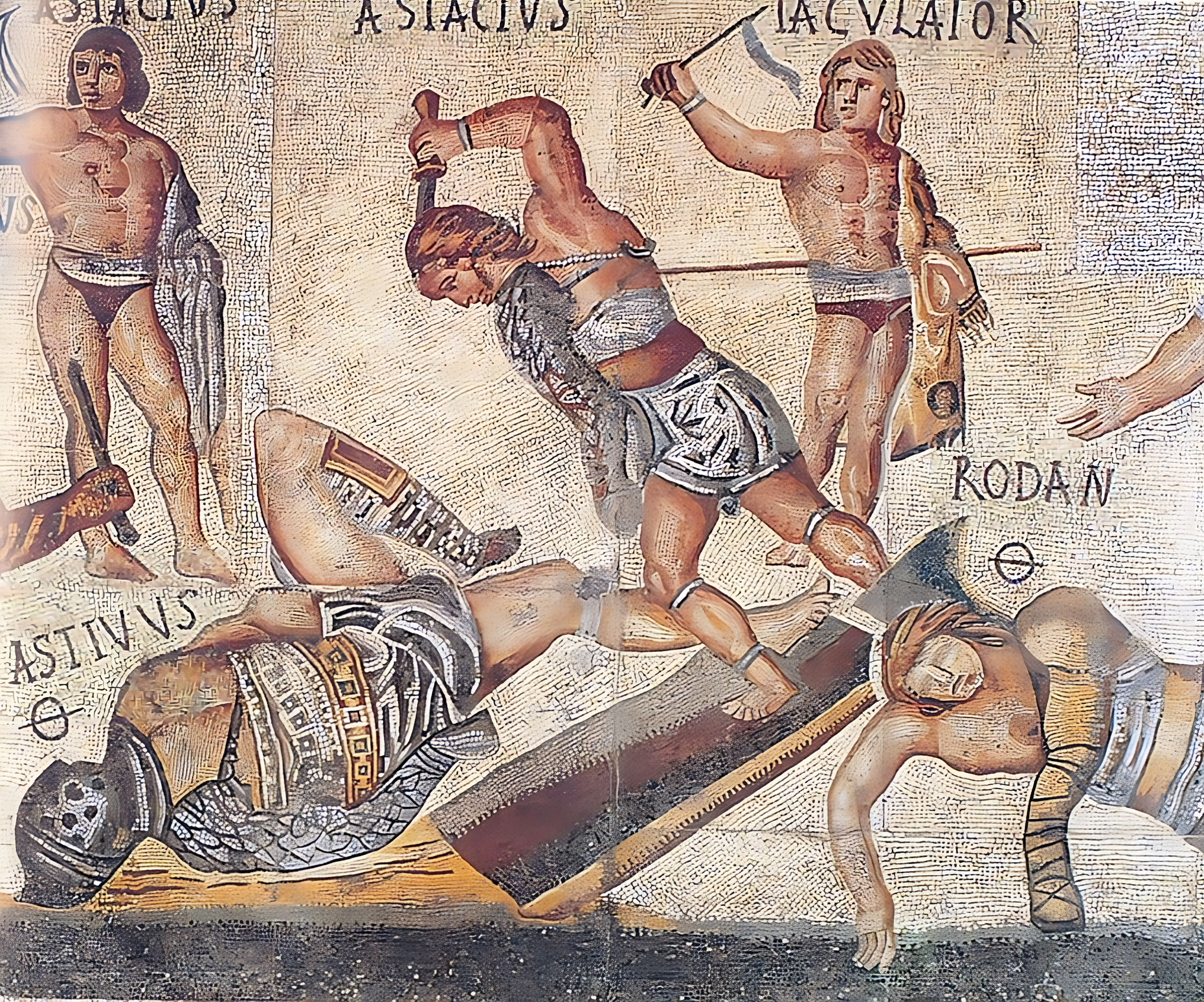
Détail du combat entre Astivus et Astacius.

Sur le quatrième panneau,  quatre couples de gladiateurs combattent avec trois incitatores (incitateurs). Le rôle de l'incitator est d’exhorter les combattants réduits en esclavage qui ne veulent pas s'engager dans le combat sanglant qu'on attend d'eux. Sur le côté gauche du panneau, Licentious porte un coup mortel à Purpureus ; en dessous d'eux, un incitator plus petit porte un pagne rouge. Le combat suivant oppose le rétiaire Entinus et le secutor Baccibus sous un trident horizontal. L'incitator Astacius lève un fouet et se positionne entre Baccibus et la prochaine paire de gladiateurs. Astivus, l'hoplomaque, est allongé sur le sol tandis que le rétiaire Astacius se tient au-dessus de lui, prêt à lui infliger le coup mortel avec son pugio. Le troisième incitator, Laculator, se tient entre Astacius et des morceaux de bras qui planent autour du gladiateur mort Rodan.
Rocchetti souligne que ces paires de gladiateurs sont des exemples d'« expressionnisme » romain, en contraste avec l'idée hellénique tardive de « beauté ordonnée », comme celles que l'on trouve sur les scènes de bataille.
Un petit panneau retrouvé avec les plus grands est également exposé au Salon de Mariano Rossi. Il ne montre qu'une tête de profil portant une galea sous le nom d'Iaculator.  Il s’agit peut-être d’un fragment d’un autre panneau qui n’existe plus. Il pourrait être lié à l'incitator trouvé sur le panneau 4.

### Sixième panneau

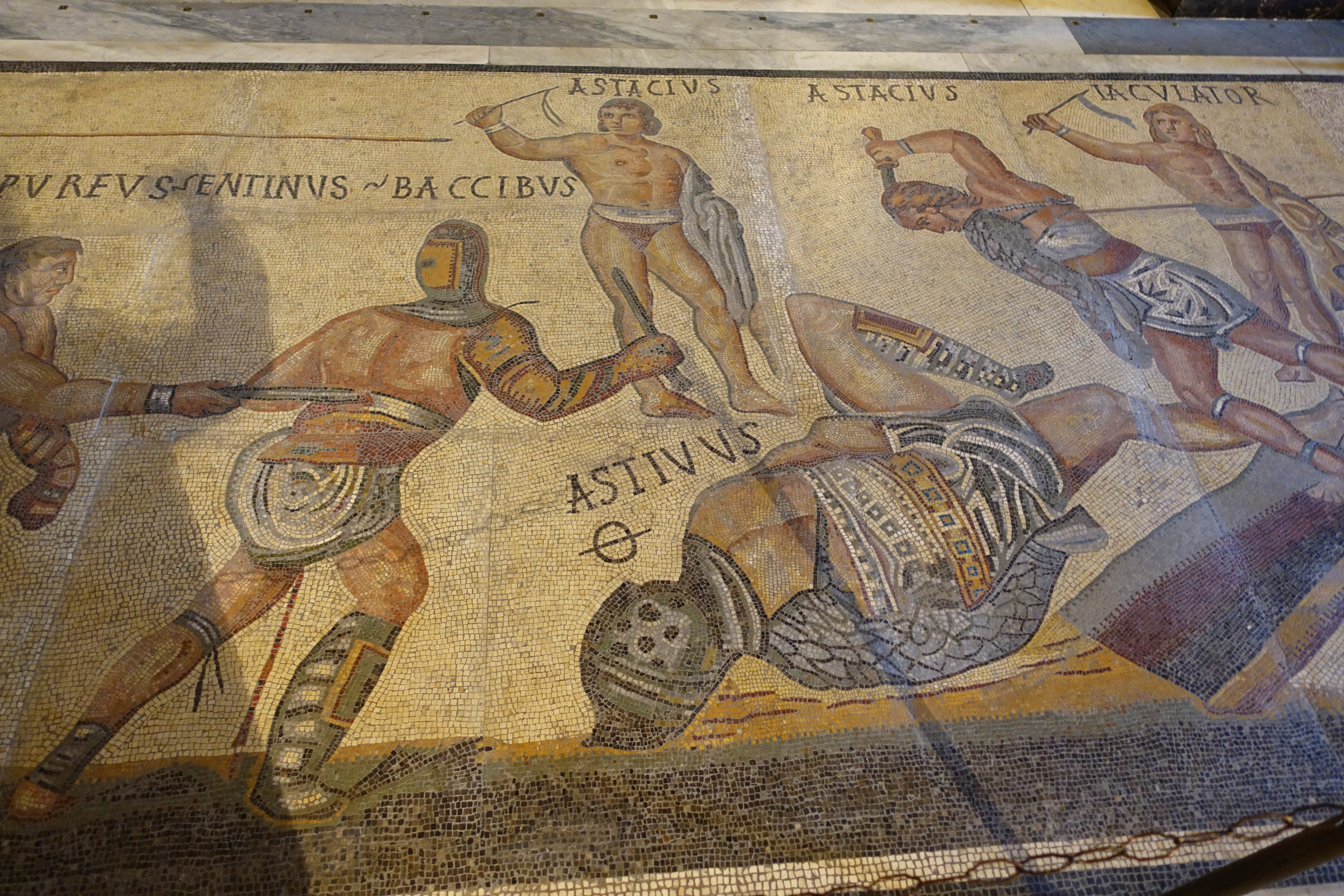
Détail du sixième panneau.

Le sixième panneau montre trois paires de gladiateurs, un incitator et un gladiateur isolé. Il fait l'objet d'une campagne de financement pour sa restauration par la Galerie Borghèse.
La première paire de combattants est composée de Talamonius et Aurius, deux rétiaires, où Talamonius est victorieux : un Θ peut être vu à côté de la tête d'Aurius. Au-dessus des deux rétiaires se trouve une autre paire de gladiateurs : le rétiaire Cupido est étendu sur le sol, mort, tandis que le secutor Bellefrons a laissé tomber son bouclier et porte le coup mortel. Le gladiateur suivant, nommé Melea, a enlevé son casque et lève un long poignard tout en étant à genoux à côté d'un secutor mort, qui est étendu loin de lui, apparemment vaincu dans son combat contre Melea. Vient ensuite une figure plus petite, Eliacer, qui tient les rênes d'un cheval partiellement préservé. Enfin, Pampineus se tient lourdement armé comme un hoplomaque.

## Style

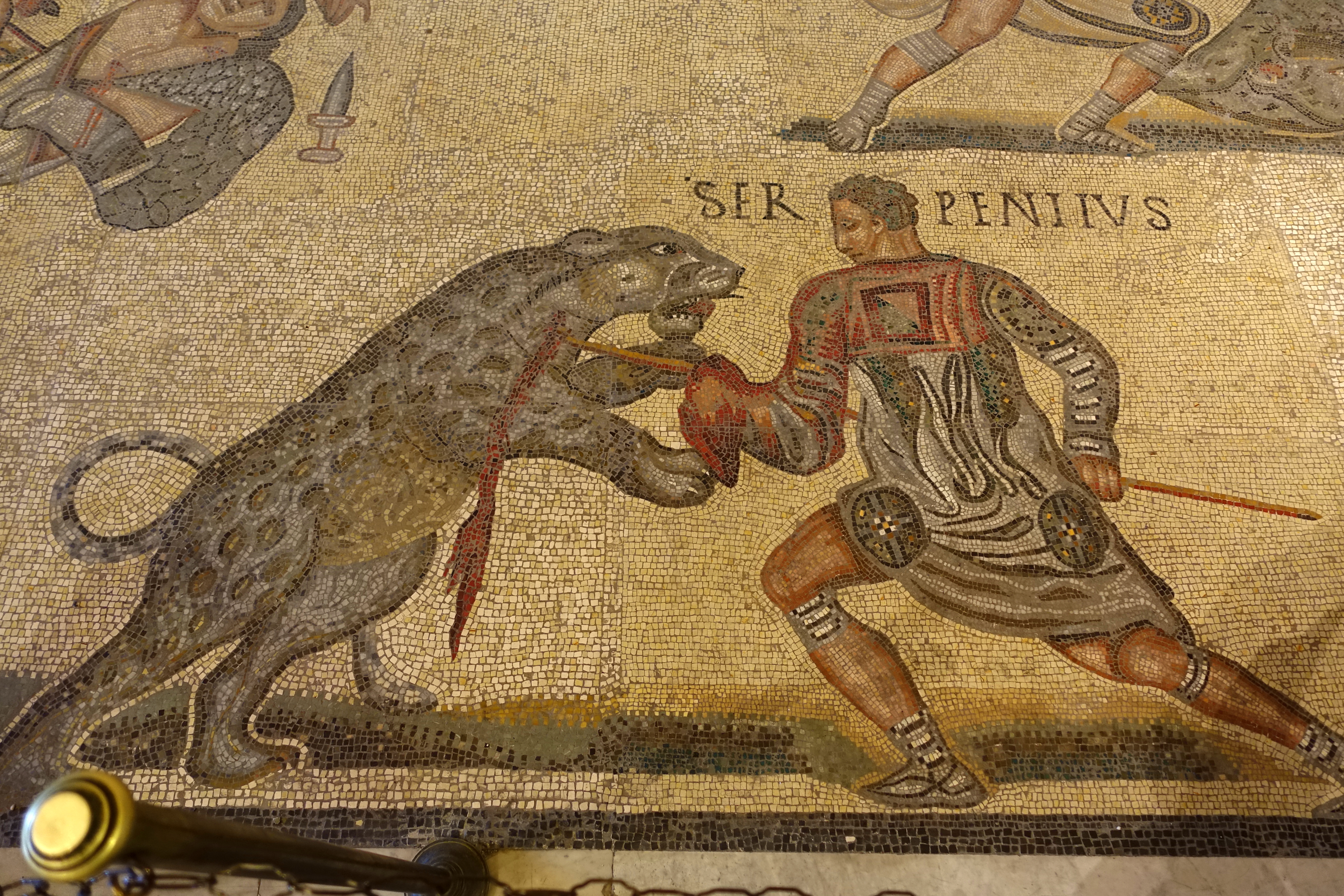
Détail.

D'un point de vue stylistique, la mosaïque partage des éléments décoratifs et des thèmes similaires à d'autres œuvres d'art des IIIe et IVe siècles. Les scènes de chasse et de combat variées, réunies dans un seul récit continu, sont similaires au sol en mosaïque trouvé dans une domus sur la colline de l'Aventin. Les tuniques des venatores sont semblables à celles portées par les chasseurs dans la mosaïque de la chasse au sanglier de la villa romaine du Casale à Piazza Armerina. Le dessin géométrique sur l'épaule de la tunique de Melitio est similaire à celui trouvé sur les hommes chassant un rhinocéros dans les mosaïques de Piazza Armerina